# Nguyễn Văn Huê
Nguyễn Văn Huê (1926–2018), tên thật Nguyễn Văn Nẵm là một nhà giáo dục và chính khách Việt Nam.

## Cuộc đời
Nguyễn Văn Nẵm sinh năm 1926 ở tổng Văn Trường, huyện Ngọc Sơn, phủ Tĩnh Gia, nay thuộc xã Trường Văn, tỉnh Thanh Hóa. Thời trẻ, ông học Sơ học ở trường làng Xuân Mộc (làng Xuân Mộc, tổng Ngọc Đới, huyện Ngọc Sơn, nay là Trường Tiểu học Quảng Ngọc, xã Quảng Ngọc, tỉnh Thanh Hóa).
Năm 18 tuổi, ông được kết nạp vào Đảng Cộng sản Đông Dương. Ban đầu, ông là cán bộ phụ trách Đội Thiếu nhi Trần Quốc Toản, sau đó làm Đại đội trưởng dân quân. Về sau, ông được cử đi học ngành sư phạm ở Khu 4 (Trường Sư phạm Liên khu IV tồn tại từ năm 1950 đến năm 1957 thì giải thể).

### Hoạt động giáo dục
Năm 1954, ông về quê nhà dạy học ở Trường cấp 1 Trường Trung (huyện Tĩnh Gia), trở thành Hiệu trưởng của trường. Sau đó, ông xung phong lên xã vùng núi Thượng Ninh của huyện Như Xuân để phổ cập giáo dục. Để vận động và thu hút con em người dân tộc thiểu số vùng cao đến trường, ông đã khởi xướng mô hình trường dân tộc nội trú.
Năm 1959, ông chuyển sang công tác ở Hải Nhân, một xã mới thành lập của huyện Tĩnh Gia, được xem là khu vực khó khăn nhất trong toàn tỉnh. Trên cương vị Hiệu trưởng Trường cấp 1 Hải Nhân, ông đã phát động nhiều phong thi đua như: Chị hiền, anh tốt, Tiếng trống chất lượng ban đêm, Điểm 10 thắng Mỹ, Lấy cần cù bù khả năng, Vườn cây tương lai, Một kế hay bằng ngàn tay lao động,... cùng nhiều phong trào học tập, tăng gia sản xuất khác.
Năm 1964, trường được Bộ Giáo dục công nhận là lá cờ đầu trong phong trào thi đua yêu nước cấp 1 toàn miền Bắc. Ngay cả trong giai đoạn chịu không kích của Quân đội Mỹ (1965–1975), hoạt động học tập ở Hải Nhân cũng không bị gián đoạn. Là người khởi xướng và cũng là tấm gương mẫu mực của các cán bộ, người dân, thầy giáo Nguyễn Văn Huê được Chủ tịch nước Hồ Chí Minh mời gặp để động viên, khen ngợi. Ký giả Úc Wilfred Burchett ca ngợi thành tựu giáo dục ở Hải Nhân là "điều kỳ diệu, vượt ngoài sức tưởng tượng của nhiều người".
Cũng trong năm 1964, ông trúng cử Đại biểu Quốc hội khóa III và tiếp tục tham gia các khóa IV và V, đồng thời tham gia Đảng ủy Trường Đại học Sư phạm (Hà Nội). Ngày 1 tháng 7 năm 1967, ông được trao tặng danh hiệu Anh hùng Lao động. Ngày 6 và 7 tháng 1 năm 1970, tại Đại hội đại biểu toàn quốc Hội Liên hiệp Sinh viên Việt Nam lần thứ tư, ông được Chủ tịch Hội (đổi tên thành Hội Liên hiệp Sinh viên Đại học) và giữ chức vụ này cho đến Hội nghị tháng 7 năm 1985.

### Cuối đời
Sau một thời gian ở Hà Nội, ông trở lại Thanh Hóa để tiếp tục sự nghiệp giáo dục ở những vùng khó khăn, được bầu làm Ủy viên Tỉnh ủy Thanh Hóa, Phó trưởng Ty Giáo dục tỉnh Thanh Hóa, cuối cùng là Phó Chủ tịch Ủy ban nhân dân thị xã Thanh Hóa. Khi về hưu, ông tập trung vào công tác nghiên cứu, viết tài liệu. Ông qua đời ngày 24 tháng 5 năm 2018.

## Gia đình
Năm 1953, ông kết hôn với bà Cao Thị Bường, từng là Đội viên trong Đội Thiếu nhi Trần Quốc Toản do ông là cán bộ phụ trách. Người con trai Nguyễn Đình Hùng đang sống ở Đức.

## Vinh danh
Tên của ông có trong ngân hàng tên đường của tỉnh Thanh Hóa.
Năm 2022, tại Lễ kỷ niệm 40 năm ngày Nhà giáo Việt Nam do Sở Giáo dục và Đào tạo tỉnh Thanh Hóa tổ chức, ông cùng nhiều nhà giáo đồng hương khác như Trịnh Hữu Thường, Nguyễn Xuân Trạc, Lê Văn Hoành,... được tôn vinh là "các nhà giáo đã trở thành tấm gương tiêu biểu cho giáo giới tỉnh nhà".